# 維什尼揚卡
50°57′2″N 29°15′45″E / 50.95056°N 29.26250°E
維什尼揚卡（烏克蘭語：Вишнянка），是烏克蘭北部的村莊，隸屬日托米爾州的科羅斯滕區。該村始建於1841年，面積0.95平方公里，海拔高度170米，2001年該村落人口93。